# Queratolítico
Queratolíticos são substâncias que dissolvem ou destroem a camada córnea da pele. São usados no tratamento para eliminar as verrugas e outras lesões em que a epiderme produz excesso de pele.